# Ski de randonnée
Ne doit pas être confondu avec Ski alpin, Ski freeride, Ski freestyle, Ski de fond, Ski nordique, Ski de randonnée nordique, Ski de pente raide ou Randonnée glaciaire.
Pour le matériel, voir Ski (matériel).

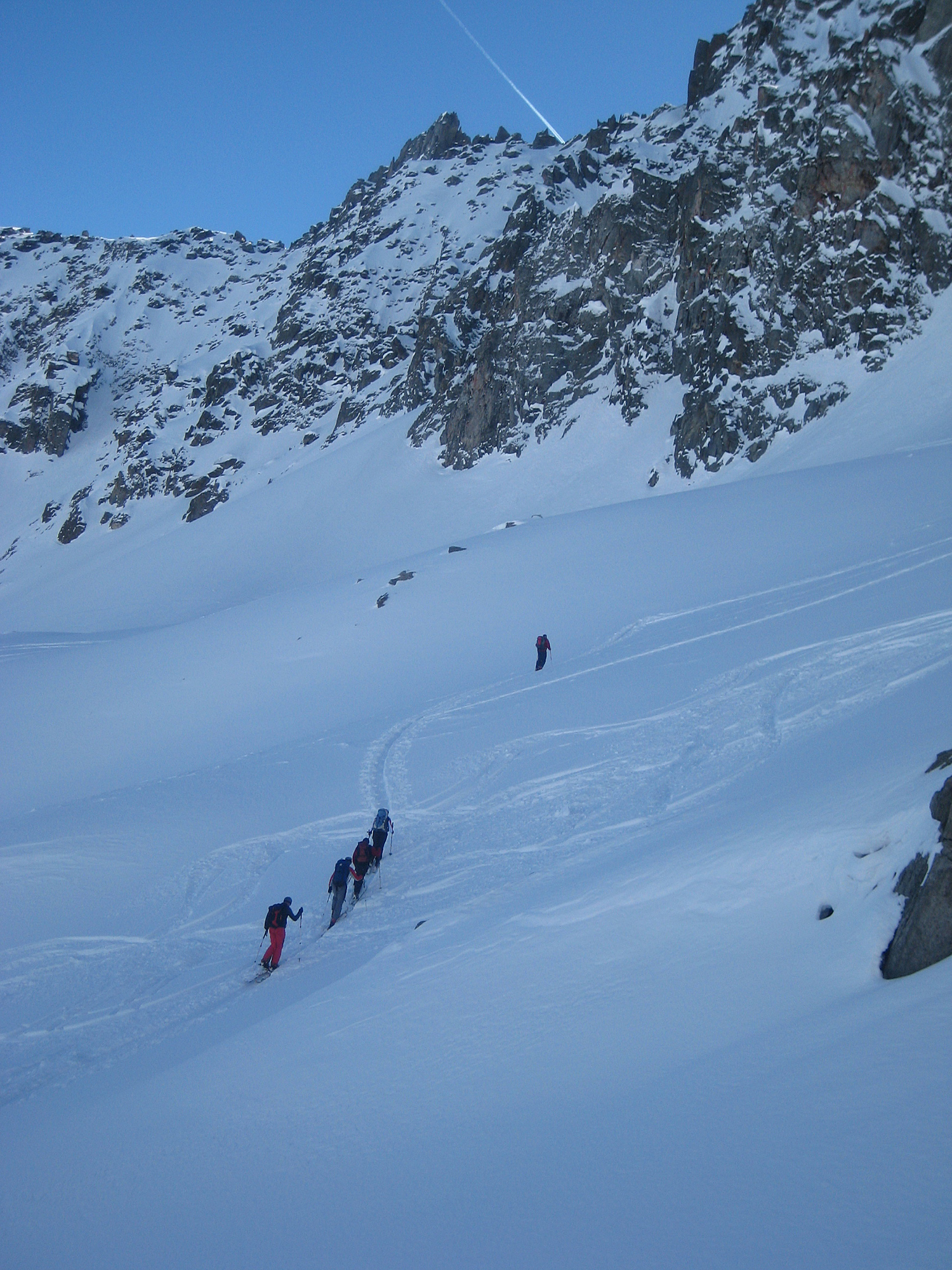
Ascension en ski de randonnée.

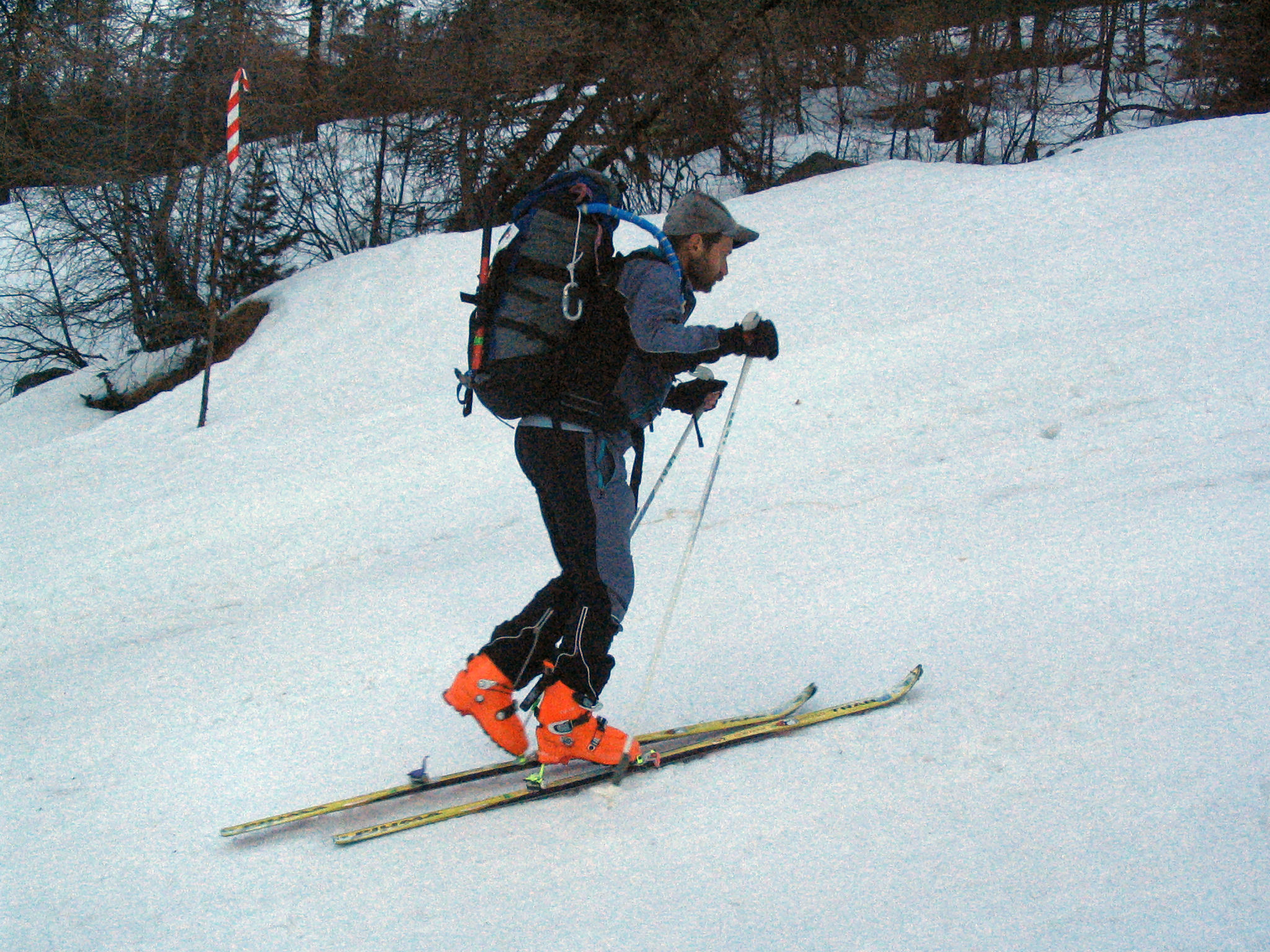
Participant de la Patrouille des Glaciers (édition 2006).

Le ski de randonnée, ou ski-alpinisme ou, plus rarement, ski de montagne (ski de haute route ou touring alpin en français québécois), anciennement ski de printemps, est une discipline du ski pratiquée en montagne sur des terrains enneigés, de préférence sauvages, sans utilisation d'aménagements spécifiques aux domaines skiables (notamment remontées mécaniques et parcours de zones damées).
Le ski de randonnée se pratique couramment dans un contexte de loisirs ou de compétition sportive. Il peut également être pratiqué à des fins opérationnelles en montagne par des secouristes (gendarmes, sapeurs-pompiers, etc.) ou des troupes de montagne.
La pratique du ski de randonnée consiste à progresser en alternant de longues phases de montée et de descente  dans des pentes moyennes (supérieures à 10 %) à fortes (pouvant approcher 100 %). Elle nécessite un matériel adapté : skis, bâtons et chaussures proches du matériel alpin et fixations spécifiques permettant de lever le talon pour les phases montantes, et de le bloquer pour les phases descendantes afin de recréer les conditions d'un ski de piste. Le matériel est complété, d'une part, par les peaux de phoque (ou « peluches ») anti-recul pour les phases montantes et amovibles pour la descente, et, d'autre part, par des « couteaux » (à neige) que l'on installe sur la fixation pour faciliter le passage de montées en traversée dans des pentes en neige dure ou gelée. La pratique peut inclure des montées plus raides qui s'effectuent à pied, avec ou sans crampons, skis à la main, à l'épaule ou sur le sac à dos. Dans les descentes, la discipline se rapproche beaucoup du ski alpin hors piste, et s'accompagne des mêmes exigences et spécificités (dispositions face au risque d'avalanche, consultation des conditions d'enneigement ou météorologiques, etc.).
L'activité est dirigée et développée au niveau international par la Fédération internationale de ski-alpinisme.

## Terminologie
En France, le terme de ski-alpinisme est l’appellation officielle retenue par le ministère des Sports en 2008, validée par l'Académie française, pour réunir sous un même vocable différentes appellations d'une même pratique : ski de randonnée, ski-alpinisme, ski de montagne. Toutefois, dans le microcosme du sport hivernal de montagne, les amateurs opèrent une distinction entre ces disciplines qui visent des catégories de pratiquants différentes :
- le ski de randonnée, orienté vers l'activité de loisir, historique, contemplatif, sans objectif de performance ou de compétition[9]. Il consiste en une sortie à la journée ou de plusieurs jours (raids) avec un sac et un équipement adaptés. Les skis utilisés sont très proches dans leur conception des skis alpins dits « de piste » mais plus légers ; cette pratique n'exclut pas l'emploi de matériel d'alpinisme selon la difficulté ou les conditions. Il est désigné aussi sous l'appellation « ski de montagne », vulgarisée par Philippe Traynard[10] :  « le ski de montagne est autonome, bien distinct des disciplines si voisines et si différentes de l'alpinisme et du ski de station[11]. Le ski de montagne est respectueux des paysages, par opposition au ski de piste qui les déforme et les artificialise »[12] ;
- le ski-alpinisme, c'est-à-dire le ski de randonnée moderne de compétition[13],[14] et dont se revendiquent les organisateurs de ces épreuves du genre[15],[16], véritables courses chronométrées sur parcours balisés, nécessitant parfois d'être encordé notamment sur glacier, et qui comportent elles-mêmes plusieurs disciplines (Vertical Race, relais masculin, féminin, sprint, etc.) et un matériel allégé[17]. Au plus haut niveau se tiennent les championnats de France, d'Europe, du monde et une coupe du monde de ski-alpinisme. Sport de démonstration aux Jeux olympiques de la jeunesse d'hiver de 2020, le ski-alpinisme est inscrit comme discipline olympique aux Jeux olympiques d'hiver de 2026[18]. Cependant, certaines institutions ou organisations considèrent que le ski de randonnée devient ski-alpinisme quand le matériel d'alpinisme est mis en œuvre (seules la difficulté et la performance technique prévalent, avec ou sans chronométrage)[19],[20], ce qui participe de la confusion dans la dénomination de ces disciplines.

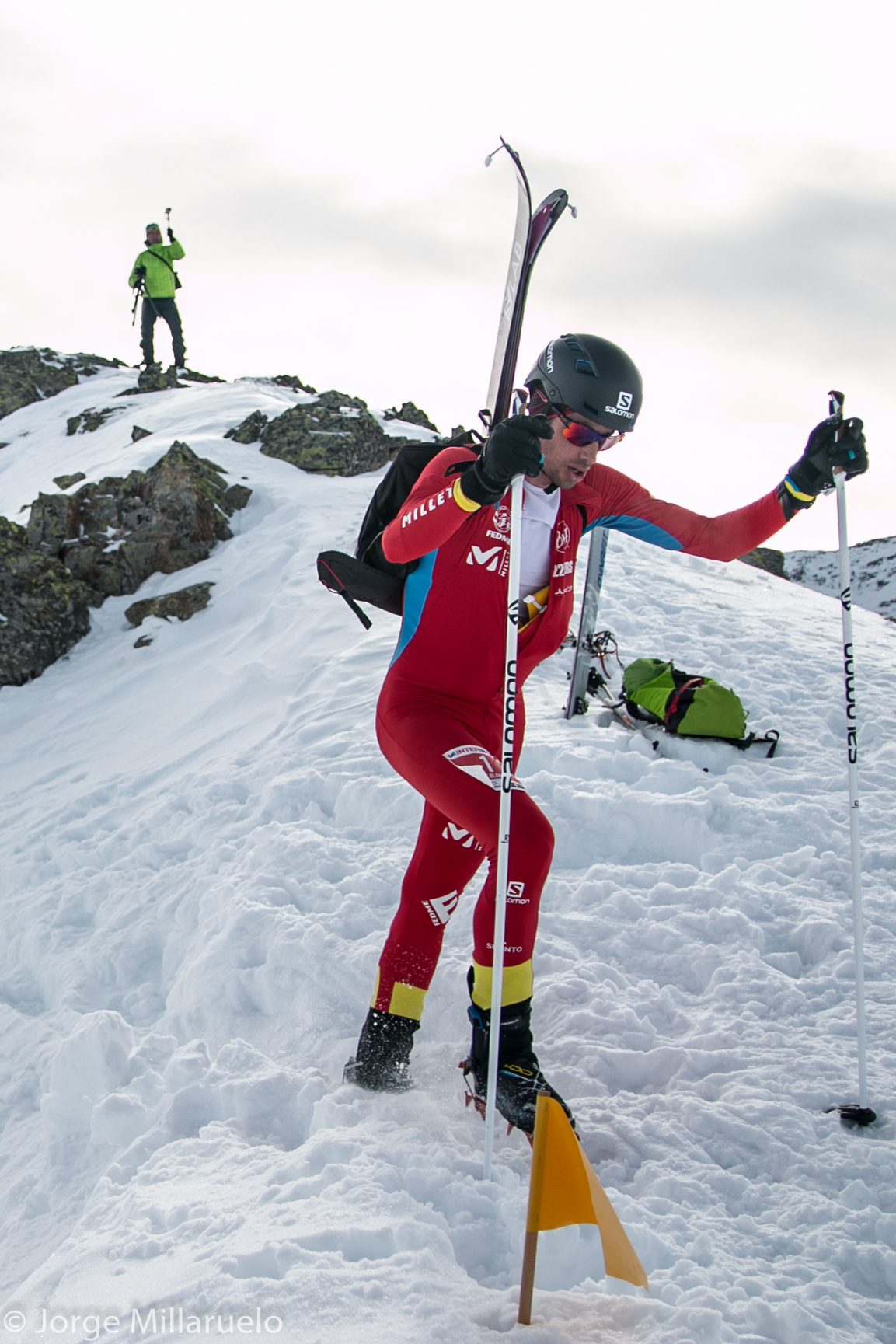
Kilian Jornet lors d'une compétition de ski-alpinisme, en 2017.

Quant au ski de randonnée nordique, discipline intermédiaire entre le ski de fond et le ski de randonnée, il appartient à la famille du ski nordique.
Le ski hors piste (ou freeride, de l'anglais) concerne les descentes hors des pistes travaillées ou balisées, mais sans montée active skis aux pieds. Il utilise largement les remontées mécaniques, peut avoir recours à l'héliportage, notamment en station de ski. Même si le ski de randonnée privilégie également les grands espaces vierges en neige poudreuse, il est distinct du ski hors-piste, discipline à part entière qui relève du ski alpin et met en œuvre un matériel différent (skis et chaussures notamment).

## Déclinaisons

### Freerando
La freerando (mot composé de freeride et randonnée) est une discipline qui privilégie la descente de pentes vierges hors-pistes que les amateurs du genre rejoignent en empruntant les remontées mécaniques puis en se déplaçant sur de relatives courtes distances/dénivelées avec du matériel de randonnée. Ses adeptes utilisent des chaussures visuellement semblables à des chaussures de ski alpin, mais modifiées : inserts, flex adapté, chaussons allégés, etc. Les modèles proposés sur le marché sont tous un compromis entre chaussures de ski alpin pour leur confort et leur rigidité, et chaussures de randonnée pour leur adaptation aux fixations de randonnée, à la marche sur de courtes distances, etc. Les skis de freerando sont un compromis entre skis de randonnée (peaux de phoque, fixations) et skis de freeride (longueur et largeur similaires).

### Ski fitness
Le ski fitness (ou speed-touring) est une variante du ski de randonnée puisqu'il utilise le même matériel avec peaux de phoque mais se pratique sur les pistes de ski que les amateurs remontent avant l'ouverture du domaine skiable. Très physique, le ski fitness met l'accent sur le cardio-training en empruntant des tracés courts mais soutenus, ce qui le rapproche du footing.

## Histoire du ski de randonnée

### Origines
Il est difficile de définir précisément l’histoire de ce sport puisque l’homme skie depuis environ 4 000 ans, la trace des premiers skis ayant été trouvée sur des peintures rupestres de Norvège. Mais le ski en Norvège est utilisé principalement en dehors des montagnes. Le ski arrive dans les Alpes au XIXe siècle en tant que moyen de transport et, à la fin du XIXe siècle, est détourné de sa vocation initiale par la bourgeoisie anglaise, qui en fait un loisir pour explorer les massifs au moyen du ski de randonnée.
Le premier raid à ski connu a lieu du 19 au 23 janvier 1897, effectué par Wilhelm Paulcke accompagné de quatre amis et de deux porteurs. Ils réalisent la traversée de l'Oberland bernois.
Dans les années 1930, l'apparition des premières remontées mécaniques et la métamorphose de petits villages ruraux en véritables stations vouées à la pratique des sports d'hiver participent de l'essor du ski alpin. À la fin des années 1960, un nouveau tournant s’opère lorsque des skieurs se mettent à rechercher la difficulté pour le plaisir, ce qui accélère le développement du ski de randonnée.

### Aujourd'hui
Après une longue période de désintérêt pour le ski de randonnée dû à la démocratisation du ski alpin, les amateurs d'espaces vierges s'intéressent à nouveau à ce sport, grâce à l’amélioration du matériel qui parvient à égaler celui qu’on peut trouver en ski alpin, tout en étant très léger. Il attire alors un nouveau public désireux de fuir les remontées mécaniques et qui voit dans le ski de randonnée un loisir de ressourcement écologique. La pratique du ski de randonnée s’est aussi diversifiée, allant du raid de plusieurs jours dans un but essentiellement contemplatif à de petites courses à la journée très techniques. On peut aussi citer les compétitions de ski-alpinisme qui attirent de plus en plus de skieurs.
En conséquence de la pandémie de Covid-19 qui entraîne, en France, la fermeture du domaine skiable des stations de sports d'hiver durant la saison 2020-2021, la pratique de la randonnée à ski, qui ne nécessite pas l'utilisation de remontées mécaniques, connaît un engouement sans précédent,, en milieu naturel comme sur les pistes de ski, chez une catégorie de pratiquants d'ordinaire amateurs de ski alpin. Les stations s'adaptent pour faire face à la demande en ouvrant des itinéraires sécurisés et balisés sur leur domaine ou à proximité, ce qui permet aussi de canaliser les skieurs afin de les dissuader de remonter les pistes de ski (pratique qui entraîne des risques de collision avec d'autres usagers et de la gêne pour le service d'entretien des pistes).
Les guides de haute montagne et les moniteurs de ski proposent des programmes de ski de randonnée à la journée, localement à partir des stations de ski des Alpes, pour découvrir cette activité. Ils proposent aussi des séjours de plusieurs jours (raids à ski) dans les Alpes françaises, italiennes, suisses, autrichiennes. Des clubs de montagne proposent également de s'initier à cette activité pour parvenir à la pratiquer de manière autonome. 
L'engouement pour cette forme de ski, ainsi que la réduction des domaines non aménagés, entraîne une forte fréquentation des différents massifs européens, tant sur les itinéraires que dans les refuges de montagne. Ce phénomène a amené certains professionnels à proposer aussi des destinations plus exotiques qui allient le ski à la découverte de nouveaux horizons de cultures différentes. On peut ainsi pratiquer le ski de randonnée dans les pays de l'Est, au Maroc, en Turquie, en Norvège, au Groenland, etc.
Les troupes de montagne françaises pratiquent le ski de randonnée dans le cadre de leur entraînement physique mais aussi pour leurs déplacements en combat de montagne. Ainsi, un brevet de skieur militaire (BSM) s'ajoute à la formation initiale de ces militaires et consiste à démontrer leur capacité à évoluer avec aisance et à suivre un détachement à ski de randonnée dans un cadre opérationnel. Cette épreuve, chronométrée, constitue également un contrôle physique annuel dans un contexte hivernal pour tout militaire alpin, quel que soit son grade.

## Pratique
Au plaisir de l'effort physique consenti lors de la montée et à celui de la descente, s'ajoute la satisfaction d'avoir tracé un bel itinéraire de montée en lacets réguliers, telle une signature éphémère. Le ski de randonnée demande une bonne technique permettant de s'économiser physiquement, un sens aigu du terrain et de la répartition de l'effort, une connaissance de la neige et de la montagne hivernale pour gérer les risques associés (plaque à vent, crevasses). Enfin, une bonne technique de descente permet, outre de se faire plaisir dans des évolutions variées, de limiter la fatigue. C'est, par essence, un sport complet, qui exige des qualités physiques et une préparation intellectuelle qui garantissent plaisir et relative sécurité pour tous les membres du groupe. 

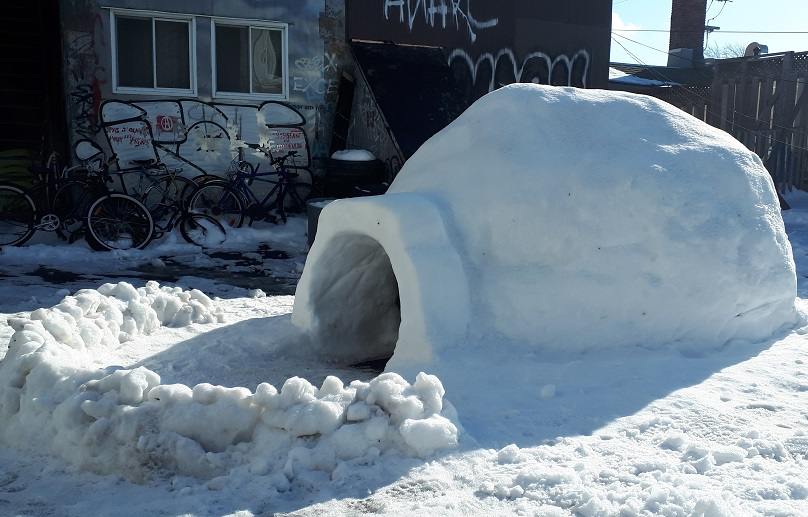
Un igloo.

Outre les techniques de ski, la randonnée à ski requiert des savoir-faire qui nécessitent un entraînement régulier, gage de sécurité : gestion du risque d'avalanche, connaissance de la méthode de recherche de victimes d'avalanche, organisation des premiers secours, vie et survie en altitude, confection d'abris (igloo, tranchée), secourisme/évacuation en milieu isolé et hostile, etc.

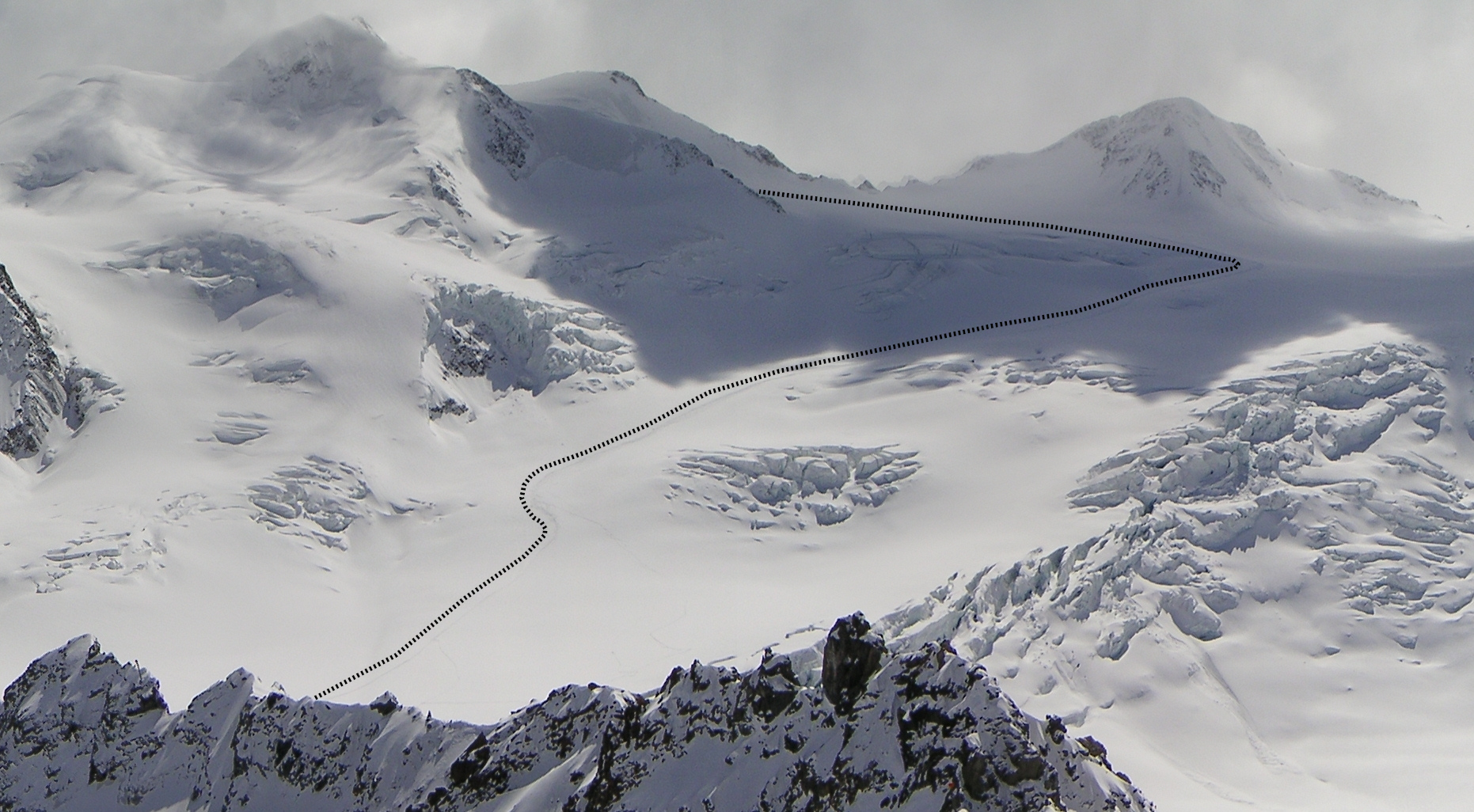
Trace menant au sommet de la Wildspitze.

Les randonneurs évoluent le long d'une trace qu'ils créent en passant en tête du groupe à tour de rôle, ce qui permet de répartir l'effort notamment dans des neiges physiquement exigeantes (poudreuse, neige croûtée). Le traceur doit s'efforcer de monter régulièrement par une succession de traversées et de virages qui nécessitent parfois d'effectuer des conversions lorsque la pente est raide. Les skieurs de randonnée peuvent être amenés à traverser une zone avalancheuse ou suspectée comme telle. Un intervalle qui peut atteindre plusieurs minutes entre chaque skieur est alors respecté afin de limiter les conséquences d'une éventuelle avalanche. Si la descente reste un moment de plaisir et de liberté, elle est soumise aux mêmes règles de prudence et d'observation de la pente qu'à la montée. Un itinéraire de descente peut être imposé selon les conditions du moment et les membres du groupe doivent s'y soumettre en surmontant un sentiment de frustration légitime. Le ski de randonnée reste une discipline à risque et seuls l'expérience et le respect de règles simples permettent une pratique sereine et pérenne.

## Équipement

### Habillement
L'équipement du skieur de randonnée se différencie de celui du skieur alpin principalement pour la montée ainsi que pour les aspects de sécurité. Au niveau vestimentaire, la conjugaison des conditions météorologiques hivernales et de l’effort physique requis à la montée conduit à adopter des vêtements amples, respirants, et à prévoir du change. Le skieur de randonnée classique est équipé selon le principe des trois couches : un sous-vêtement thermique et respirant, une couche chaude (par exemple une polaire) et une veste de protection coupe-vent et anti-pluie (hardshell ou softshell). La pratique en compétition conduit à privilégier des vêtements plus légers, extensibles, souvent plus coûteux. Les combinaisons de ski-alpinisme peuvent en outre être personnalisées (logos, couleurs, inscriptions).

### Matériel
L'orientation ski de randonnée ou ski-alpinisme, la nature du terrain et la durée de la course déterminent le type de matériel.

#### Pour la montée

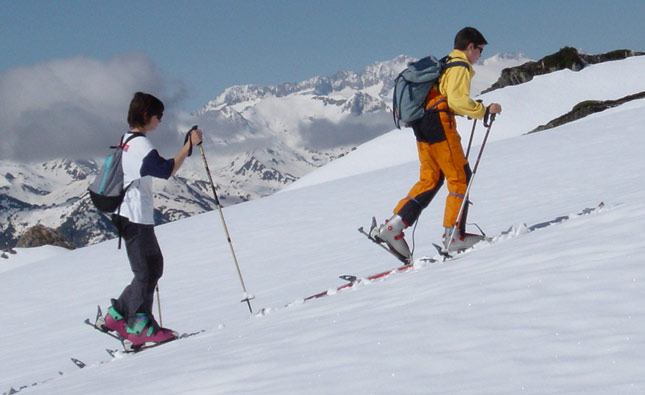
Montée en ski de randonnée.

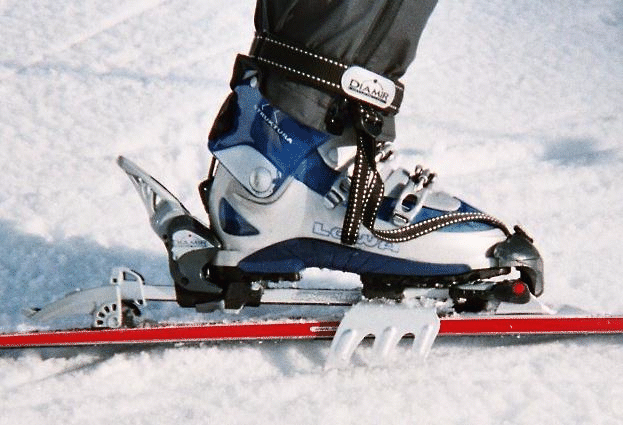
Chaussure de randonnée, fixation type diamir et couteau.

- Les skis de randonnée sont proches des skis alpins, constitués en général d'une structure allégée. Plus légers encore, les skis de ski-alpinisme doivent répondre aux exigences de la compétition.
- Pour éviter de glisser vers l'arrière lors de l’ascension, la semelle des skis est équipée de peluches anti-recul à poils ras orientés vers l'arrière, appelées communément « peaux de phoque » car cette fourrure était utilisée pour la confection de ces accessoires avant d'être remplacée par le mohair ou les matières synthétiques.
- Les chaussures de ski de randonnée, plus souples que celles de ski alpin, peuvent être débrayées au niveau du talon pour augmenter la flexion et permettre la marche. Les chaussures de ski-alpinisme sont en carbone pour en améliorer la légèreté.

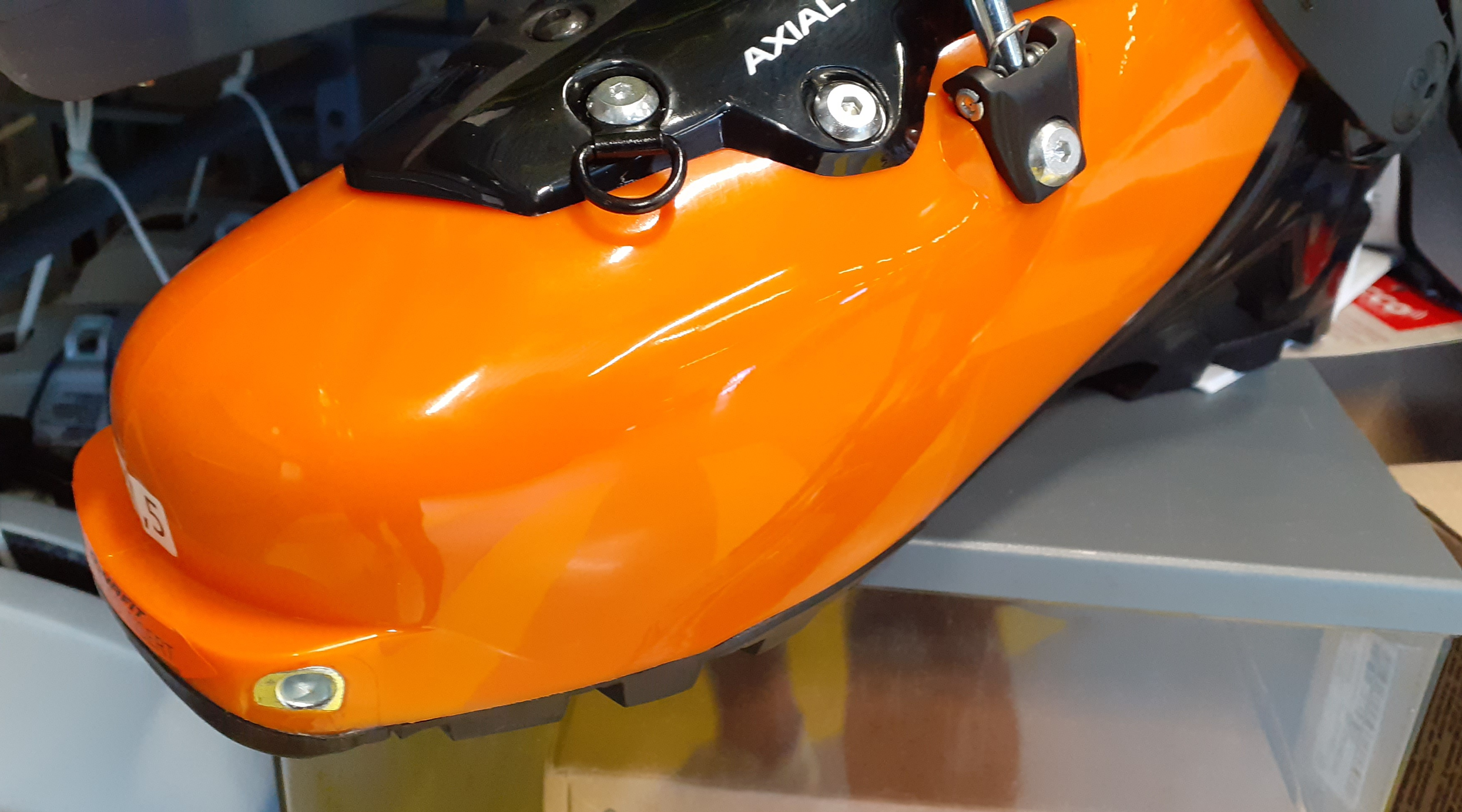
Partie avant d'une chaussure de ski de randonnée et ses inserts (en bas à gauche).

- Les fixations se détachent de l'arrière et pivotent vers l'avant ; il en existe plusieurs modèles :
  - les fixations alpines à plaque, dont le principe est proche des fixations de ski alpin ;
  - les fixations à inserts, dites low tech, allégées, dont le principe consiste en deux picots s’insérant sur les côtés avant de chaussures conçues à cet effet, dites chaussures à inserts. Les fixations à inserts « dernière génération » sont un compromis qui reprend l'idée des talonnières alpines et des butées low tech. Elles garantissent la sécurité des premières et la légèreté des secondes[46]. Ainsi certains modèles hybrides, dits shift, permettent-ils la pratique du ski de piste, du freeride ou de la randonnée et offrent la possibilité de passer facilement du mode ski de randonnée (fixations à inserts) au mode ski de descente (fixations avec butée et talonnière) ;
  - les fixations low tech de compétition (ski-alpinisme), les plus légères du marché. De conception minimaliste, elles ne disposent pas de système de déclenchement à l'avant et très rarement à l'arrière.

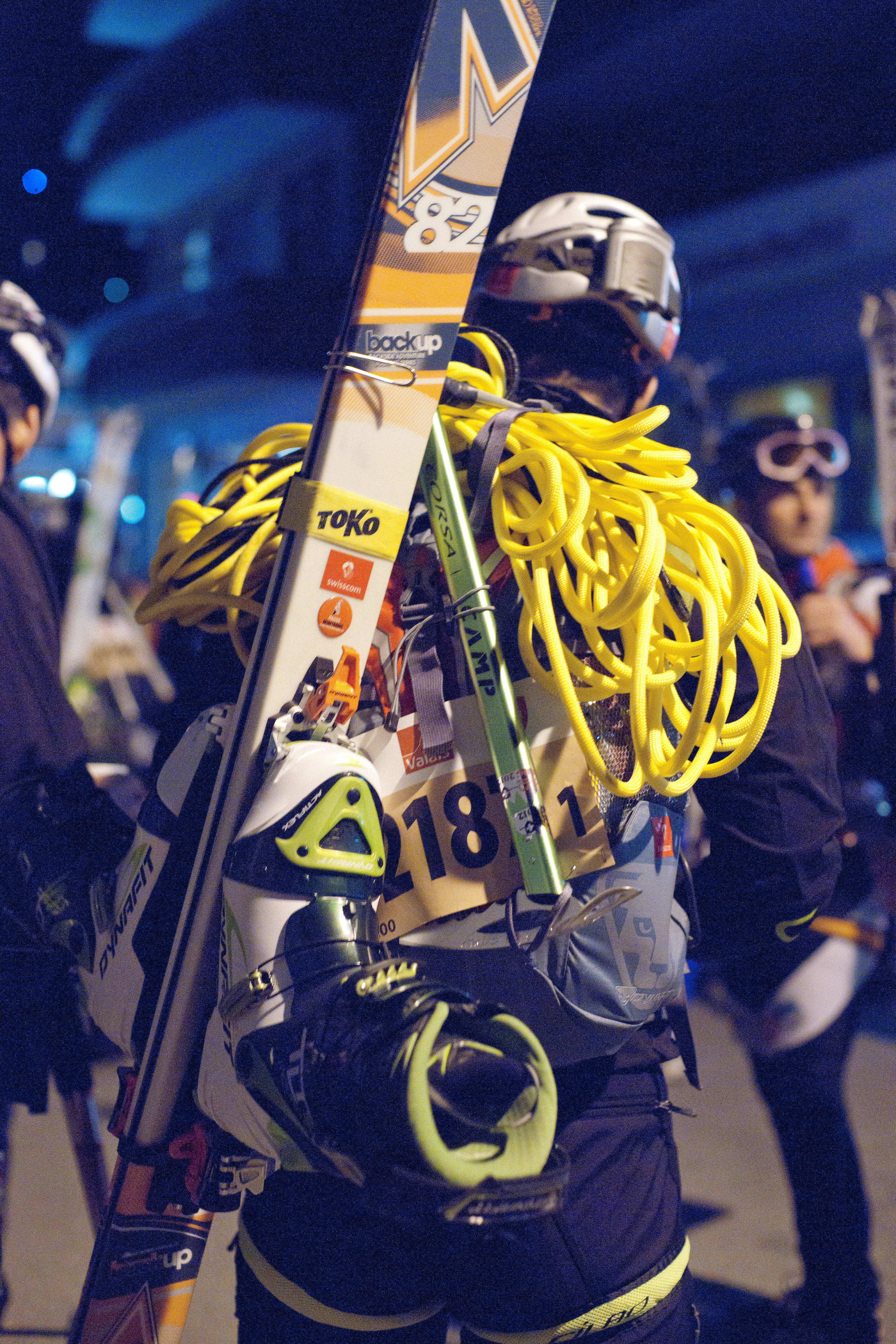
Des fixations à inserts montées sur des skis de randonnée de 82 mm au patin.

- Les fixations intègrent des cales qui permettent de surélever le talon dans les pentes plus raides. L'angle ainsi obtenu soulage le dos, permet la progression sur des déclivités importantes, voire face à la pente selon l'aisance du skieur.
- Quand les conditions de neige (neige très dure) ou de terrain (dévers) l'exigent, on peut ajouter des couteaux, sorte de crampons adaptés aux skis pour éviter de déraper.
- Il est utile de se munir d'un sac adapté à un portage latéral des skis, quand la progression à skis n'est plus possible, et à l'emport d'un piolet et d'une paire de crampons.

À la montée, farter à froid la surface du ski (topsheet) par un crayonnage à la paraffine évite l'accumulation de neige sur le ski, facteur de fatigue notamment lors de la réalisation de la trace dans une neige poudreuse. Pour améliorer la glisse dans la trace, les peaux de phoque peuvent également être fartées à froid sur toute la longueur de la peau, de la spatule au talon du ski. Ces opérations doivent être renouvelées en raison de l'effet abrasif de la neige sur le fart.

#### Pour la descente
La descente s'effectue selon la technique adaptée aux skis utilisés : alpin, télémark ou tout autre (descente snowboard avec montée en splitboard ou en raquettes), ski de randonnée nordique. Sur les skis de randonnée :
- Les fixations sont dotées d'un dispositif à l'arrière bloquant le pivotement vers l'avant, restituant ainsi les sensations du ski de piste.
- La polyvalence des skis permet d’aborder tout type de neige, même si leur légèreté présente parfois des inconvénients, comme des vibrations lorsque la neige est dure.
- Les skis sont munis d'une encoche dans la spatule permettant de fixer les peaux de phoque, parfois d'un trou afin de suspendre les skis en cas de besoin, de faciliter les mouflages ou de confectionner un brancard.

### Pour la sécurité

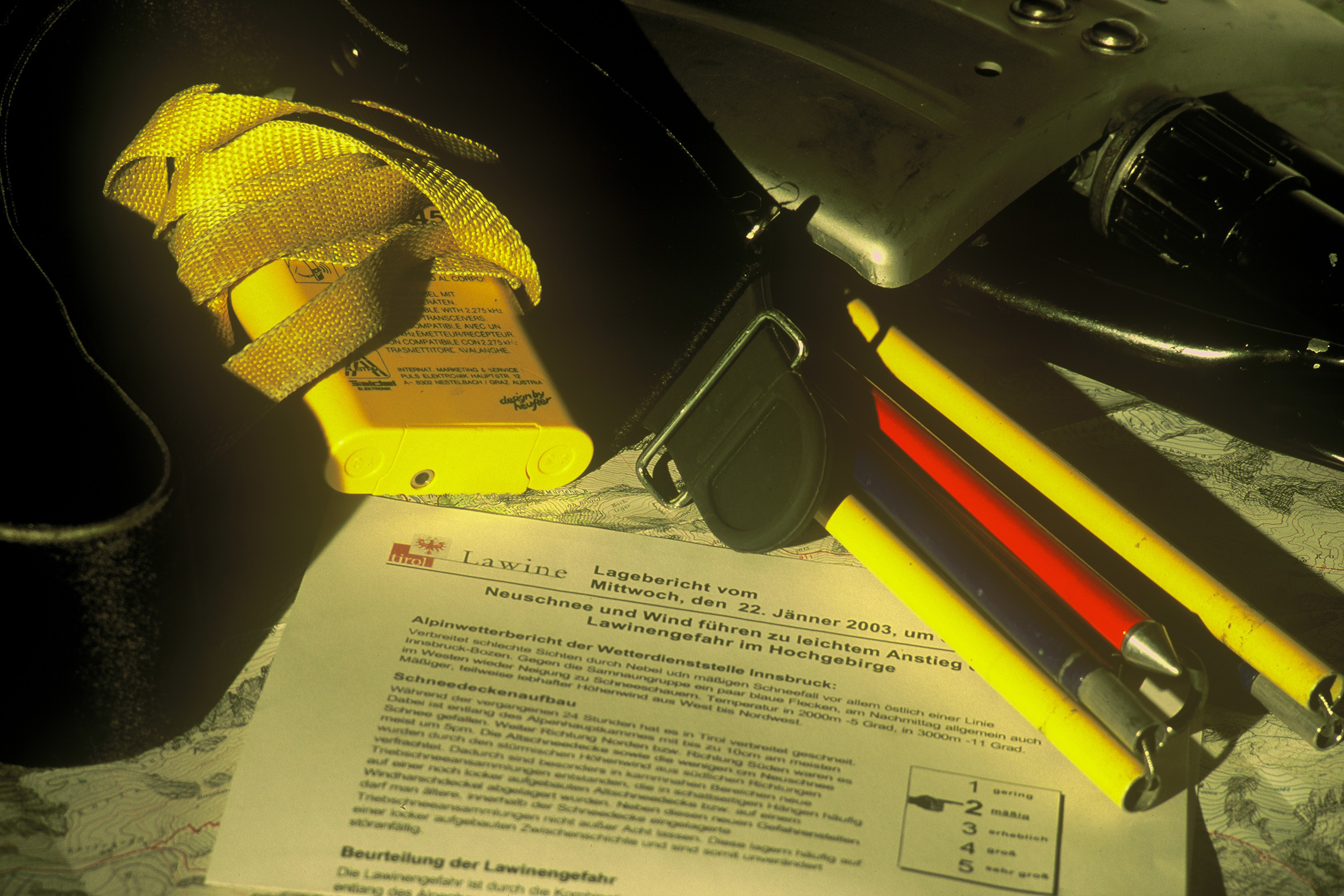
Arva, pelle, sonde, bulletin d'avalanche.

Cette activité amène à évoluer en moyenne ou en haute montagne et nécessite donc une très bonne connaissance du terrain, de la nivologie, éventuellement des risques sur glacier, de la météorologie en montagne, des itinéraires (orientation, topographie). Il est conseillé aux pratiquants de se renseigner avant de partir auprès des services météo et nivologiques ainsi que des professionnels de la montagne (pisteurs-secouristes ou guides de haute montagne).
Par ailleurs, ces aspects de sécurité conduisent les pratiquants à s’équiper de matériels spécifiques qui alourdissement sensiblement le sac et accentuent ainsi le caractère physique et sportif de cette activité.

#### Matériel préventif
Du fait de la pratique du ski de montagne en terrain non sécurisé ni balisé, le skieur doit impérativement s'équiper :
- d'articles nécessaires à l'orientation : GPS, boussole, altimètre et cartographie ;
- de matériels fournissant des informations météorologiques et nivologiques ;
- le cas échéant, particulièrement en ski-alpinisme, d'équipements de sécurité complémentaires :
  - matériel de progression sur terrain glaciaire ou rocheux : cordes, piolet, casque[47], etc.,
  - selon les réglementations des compétitions en vigueur, un baudrier,
  - une lampe frontale à batterie et des batteries de rechange[48].

#### Matériel curatif

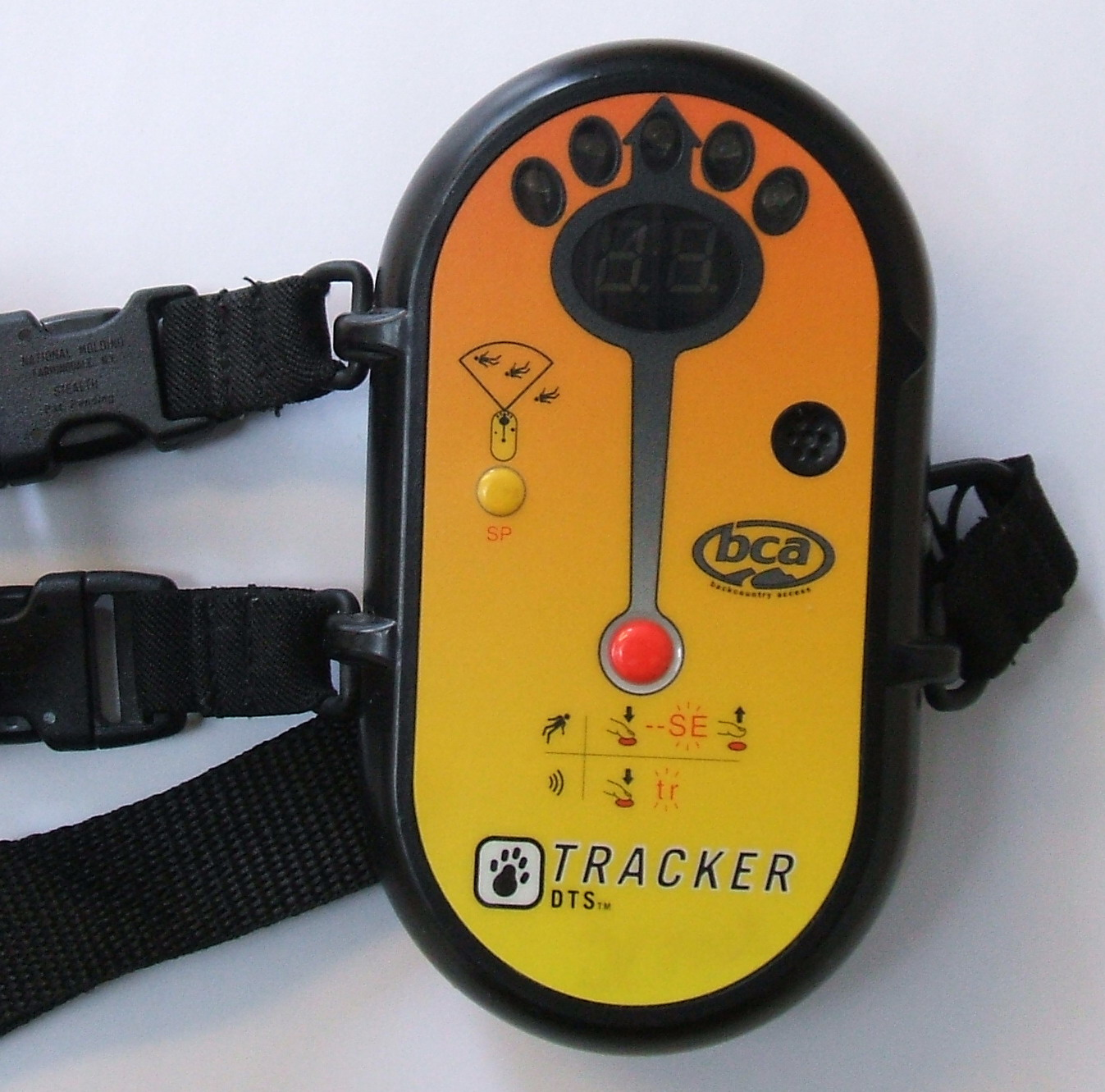
DVA numérique avec afficheur LED.

Afin de faire face aux conséquences de possibles avalanches et autres accidents de montagne :
- l'indispensable triptyque DVA (détecteur de victimes d’avalanche), pelle à neige et sonde à neige ;
- GPS et autres moyens de communication hertziens (secours et localisation) ;
- une trousse médicale selon les compétences des participants ;
- il peut également s’avérer prudent de se munir de quelques outils légers de réparation : tournevis, pince, couteau suisse, fil de fer, etc.

## Cotations
Plusieurs échelles de cotations existent en ski de randonnée. On en distingue principalement trois, détaillées ci-après dans l'ordre chronologique de leur apparition. Ces cotations sont données pour des conditions de neige favorables, ce qui est rarement le cas dans les pentes raides. Il convient alors d'avoir une marge technique, notamment lorsque les conditions de neige ne sont pas idéales.

### Cotation «Blachère»
Baptisée du nom de son inventeur Gérard Blachère, cette cotation fut la première appréciation des difficultés pour le ski de randonnée. Cotation générale donnant une indication sur l'ensemble de la course, elle n'est quasiment plus utilisée de nos jours en France, mais figure encore dans des ouvrages suisses ou allemands.
Elle comprend trois, voire quatre abréviations principales, auxquelles peut s'ajouter une abréviation supplémentaire :
Les abréviations principales sont :
- SM : Skieur moyen ;
- BS : Bon skieur ;
- TBS : Très bon skieur.

On trouve parfois « ES » pour « Excellent skieur ».
Abréviation supplémentaire, le « A » pour « alpiniste » signifie que le terrain nécessite l'utilisation des techniques d'alpinisme.
L'utilisation de cette cotation peut, par exemple, donner « TBSA » (« très bon skieur alpiniste ») pour une course très ardue nécessitant des techniques de l'alpinisme, ou « SAM » (« skieur alpiniste moyen ») pour une course dont la difficulté de ski reste raisonnable mais recourt tout de même aux techniques de l'alpinisme.

### Cotation «Traynard»
Baptisée du nom de son inventeur Philippe Traynard, auteur de plusieurs guides de ski de montagne, c'est une cotation ponctuelle indiquant la difficulté technique du passage le plus difficile. Elle est toujours utilisée dans certains ouvrages. Elle comprend les degrés suivants :
- S1 : Itinéraire facile ne nécessitant pas de technique particulière pour évoluer en sécurité, route forestière par exemple.
- S2 : Pente assez vaste, même un peu raide (25°), ou itinéraire vallonné (niveau technique de contrôle des dérapages et virages en toutes neiges).
- S3 : Inclinaison de la pente jusqu'à 35° (piste noire la plus raide d'une station, en neige dure). L'évolution en toutes sortes de neiges doit s'effectuer sans difficulté technique.
- S4 : Inclinaison de la pente jusqu'à 45° si l'exposition n'est pas trop forte ; à partir de 30° et jusqu'à 40° si l'exposition est forte ou le passage étroit. Une très bonne technique à ski devient indispensable.
- S5 : Inclinaison de 45 à 50° voire plus si l'exposition est faible. À partir de 40° si l'exposition est forte.
- S6 : Au-delà de 50° si l'exposition est forte, ce qui est le plus souvent le cas. Sinon à partir de 55° pour de courts passages peu exposés.
- S7 : Passage à 60° ou plus, ou saut de barre en terrain très raide ou exposé (ce qui est souvent synonyme).

En général, cette cotation est accompagnée d'une cotation globale de la course, introduite par François Labande, auteur également de plusieurs guides de ski-alpinisme, et issue de l'échelle alpine. Ces cotations renseignent sur le sérieux, l'engagement et l'exposition globale de la course :
- F : Facile
- PD : Peu Difficile
- AD : Assez difficile
- D : Difficile
- TD : Très Difficile
- ED : Extrêmement difficile

### Cotation «Shahshahani»
Baptisée du nom de son inventeur Volodia Shahshahani, c'est la cotation la plus récente en ski de randonnée. C'est aussi la plus complète et la plus complexe puisqu'elle comporte trois échelles différentes pour évaluer la difficulté de montée, la difficulté de ski ainsi que l'exposition de la course. L'appréciation de la difficulté d'une course consiste en la juxtaposition de ces trois cotations,.

#### Difficulté de montée
Cette cotation reprend la cotation alpine en rajoutant la cotation R (« Rando ») lorsqu'il n'y a aucun passage technique lors de l'ascension. Les cotations extrêmes (TD, ED et ABO) ne sont pour ainsi dire jamais utilisées car elles représentent des passages non skiables en général.

#### Difficulté de descente
Cette cotation est copiée sur le système de cotation américain en escalade. C'est une échelle ouverte comportant cinq grands niveaux, les quatre premiers étant subdivisés en trois sous-niveaux et le dernier n'étant pas limité. Les cotations vont ainsi de 1.1 (aucune difficulté technique) à 5.6, qui est la cotation maximale actuellement. L'échelle étant ouverte, il n'existe cependant aucune limite théorique à la difficulté.

#### Exposition
Cette échelle à quatre niveaux, indépendante de la difficulté de la course, représente le risque encouru par le skieur en cas de chute, :
- E1 : Risque faible : en cas de chute, le skieur ne risque pas de percuter un obstacle ;
- E2 : Risque moyen : quelques obstacles comme des rochers ou des petites barres rocheuses blessent le skieur ;
- E3 : Risque important : de nombreux obstacles blessent très gravement le skieur, mort probable ;
- E4 : Risque très important : mort certaine.

## Compétitions de ski-alpinisme

### Épreuves des compétitions internationales
Ces différentes épreuves sont effectuées dans les compétitions internationales (championnat du monde, championnat d’Europe et Coupe du monde) et nationales :
- l’individuel : la compétition s’effectue comme son nom l’indique en individuel, il s’agit d’un enchaînement de montées de 1 600 à 1 900 mètres de dénivelé pour les hommes et de 1 300 à 1 500 mètres de dénivelé[52] pour les femmes (en peau de phoque ou à pied) et de descentes ;
- la compétition par équipe : elle se court par équipe de deux et comme pour l’individuel s’effectue dans un enchaînement de montées de 1 600 à 2 100 mètres de dénivelé[52] et de descentes ;
- le sprint : cette compétition particulière, spectaculaire, est inscrite au calendrier des compétitions internationales afin de faire découvrir un condensé de la discipline au public. Les coureurs effectuent un parcours physiquement intense, entre 100 et 150 mètres de dénivelé, d'une durée de trois à quatre minutes. La course est scindée en quatre parties : départ skis aux pieds, course avec skis sur le sac, skis aux pieds et enfin descente pour rallier l’arrivée. L’épreuve se dispute en plusieurs temps : une qualification pendant laquelle chaque participant effectue le parcours individuellement, les trente premiers étant qualifiés pour la suite de la sélection qui mène ensuite aux quarts de finale, à la finale et à la petite finale ;
- la course verticale : c’est une compétition courte constituée d’une seule montée de 500 à 700 mètres de dénivelé ; le départ s’effectue en masse et le premier arrivé au sommet remporte l’épreuve ;
- la course par relais : elle se déroule par équipes de trois ou quatre athlètes qui effectuent le parcours l'un après l'autre ; il s'agit d'une épreuve rapide, de durée comprise entre 10 et 15 minutes, comprenant deux montées et deux descentes et une section avec les skis sur le sac-à-dos[53].

### Le ski-alpinisme au plus haut niveau
- Jeux olympiques de la jeunesse d'hiver de 2020 (sport de démonstration)
- Championnats du monde de ski-alpinisme
- Coupe du monde de ski-alpinisme 2020
- Championnats d'Europe de ski-alpinisme
- Championnats de France de ski-alpinisme
- Ski-alpinisme aux Jeux olympiques de 2026

### Épreuves de laGrande Course
La Grande Course est composée des épreuves suivantes :
- Altitoy (deux épreuves)
- Patrouille des Glaciers
- Tour du Rutor
- Trophée Mezzalama
- Pierra Menta (compétition)
- Adamello Ski Raid

### Autres épreuves
- Trophée des Gastlosen
- Tournette Sources du Fier
- Trophées du Muveran
- Barlouka's Race